# زيسيس ساريكوبولوس
زيسيس ساريكوبولوس (باليونانية: Ζήσης Σαρικόπουλος)‏ مواليد 31 مارس 1990 في أثينا، هو لاعب كرة سلة يوناني. بدأ مسيرته الاحترافية في سنة 2010. يلعب في الدوري اليوناني لكرة السلة كلاعب وسط. يحمل الرقم 34. يبلغ طوله 7 قدم 0 بوصة (2.1 م).

## المسيرة الاحترافية
لعب مع نادي بانيونيس لكرة السلة من سنة 2010 إلى 2012، ثم لعب مع نادي أريس لكرة السلة من سنة 2012 إلى 2014، ثم لعب مع نادي إيه إي كي لكرة السلة من سنة 2014 إلى 2016.

## روابط خارجية
- زيسيس ساريكوبولوس على موقع الاتحاد الدولي لكرة السلة (الإنجليزية)
- زيسيس ساريكوبولوس على موقع كرة السلة الأوروبية.كوم (الإنجليزية)
- زيسيس ساريكوبولوس على موقع كلية كرة السلة في سبورتس رفرنس.كوم (الإنجليزية)
- زيسيس ساريكوبولوس على موقع ريلجم (الإنجليزية)
- زيسيس ساريكوبولوس على موقع بروبوليرز (الإنجليزية)
- زيسيس ساريكوبولوس على موقع سبورتس رفرنس (الإنجليزية)